# Platyretus marginatus
Platyretus marginatus är en insektsart som beskrevs av Melichar 1903. Platyretus marginatus ingår i släktet Platyretus och familjen dvärgstritar. Inga underarter finns listade i Catalogue of Life.